# 그림판 3D
그림판 3D(Paint 3D)는 그림판의 리프레시 버전으로, 윈도우 10 크리에이터스 업데이트에 포함된 여러 애플리케이션들 가운데 하나이자, 뷰 3D, 윈도우 혼합 현실, 홀로그램, 3D 빌더와 더불어 윈도우 10 크리에이터스 업데이트에 도입되거나 개선된 여러 3D 모델링, 인쇄 애플리케이션들 가운데 하나이다. 마이크로소프트의 리프트 런던 스튜디오에 의해 개발된 그림판 3D는 마이크로소프트 그림판과 3D 빌더 애플리케이션의 기능들을 통합하여 가벼운 하이브리드 2D-3D 편집 경험을 병합함으로써 사용자들이 앱, 자신의 개인용 컴퓨터, 마이크로소프트의 리믹스 3D 서비스로부터 다양한 모양을 끌어다 쓸 수 있게 한다.

## 역사
2016년 5월, 유출된 유니버설 윈도우 플랫폼 버전의 마이크로소프트 그림판은 새로운 하이브리드 리본 사이드바 인터페이스와 일부 3D 객체와 함께 모습을 드러냈다. 마이크로소프트는 유출된 빌드의 설치본을 대체하기 위해 윈도우 스토어를 통해 뉴캐슬이라는 이름의 더미 앱을 공개하였다.
2016년 10월, 트위터의 한 사용자는 다가올 윈도우 10용 그림판 버전의 공식 강좌 동영상을 유출하였다. 이 동영상은 펜 입력을 염두에 두고 완전히 다시 만들어진 인터페이스 등의 새로운 기능들을 보여주었으며 기본적인 3D 모델의 만들기 및 수정 기능도 선보였다.
유니버설 윈도우 플랫폼 버전은 2016년 10월 26일 서피스 이벤트 중에 윈도우 10 크리에이터스 업데이트의 키노트 프레젠테이션 중 일부에서 공식 발표, 출시되었다.

## 같이 보기
- 아트레이지
- 유니티 (게임 엔진)